# Fibra acrílica
La fibra acrílica és una fibra sintètica elaborada a partir de acrilonitril, d'on deriva el seu nom genèric. El acrilonitril es va obtenir per primera vegada a Alemanya el 1893. Va ser un dels productes químics utilitzats per Carothers i el seu equip en la investigació fonamental sobre alts polímers que es va dur a terme a la companyia Du Pont. Du Pont va desenvolupar una fibra acrílica el 1944 i va iniciar la producció comercial de les mateixes el 1950. Se li va donar el nom comercial d'Orlon.

## Producció
Algunes fibres acríliques es filen en sec, amb dissolvents i altres es filen en humit. En la filatura amb dissolvents, els polímers es dissolen en un material adequat, com dimetilformamida, la extrusió es fa en aire calent i es solidifiquen per evaporació del dissolvent. Després de la filatura, les fibres s'estiren en calent a tres o deu vegades la seva longitud original, s'ondulen, es tallen i es comercialitzen com a fibra curta o cable de filaments continus. En la filatura en humit, el polímer es dissol en un dissolvent, l'extrusió s'efectua en un bany coagulant, s'asseca, s'ondula i recull en forma de cable de filaments continus per usar-lo en el procés de donar volum o es talla en fibres i s'embala. L'acrilonitril és relativament barat, però els dissolvents són costosos, de manera que la filatura és més cara que en altres fibres sintètiques

## Estructura física
Una de les característiques més importants de les fibres acríliques és la forma de la seva secció transversal que és resultat de el procés de filatura. La filatura en sec produeix una en forma d'os (os de gos). Les diferències en secció transversal influeixen sobre les propietats físiques i estètiques i són per tant un factor determinant en l'ús final. Les formes rodones i de fesol són millors per a catifes perquè tenen certa rigidesa que contribueix a l'elasticitat.
La forma d'os i les formes planes donen la suavitat i el llustre desitjat per a les peces de vestir. El Creslan, i l'Acrilan es filen en humit.Tota la producció de fibres acríliques als EUA és en forma de fibres curtes i de cables de fils continus. Les fibres curtes poden trobar-se en totes les mesures i longituds adequades per als sistemes de filat. Varia també el potencial d'encongiment de les fibres acríliques. Les primeres fibres bi-components que es van produir van ser acríliques.

## Química i estructura molecular

Estructura química de l'acrilonitril.

Les fibres acríliques són fibres elaborades en on la substància que forma la fibra és un polímer sintètic que, si més no, conté 85% en pes de acrilonitril.
El monòmer d'acrilonitril es va descobrir el 1893 i el polímer es va patentar per primera vegada el 1929. El polímer pur fins que es va descobrir la dimetilformamida. Les fibres que estan compostes per un 10% d'acrilonitril, que té una estructura interna compacta, molt orientada, el que fa virtualment impossible el tenyit. Per tant, la majoria de les fibres acríliques es fabriquen com copolímers, fins un 15% d'additius que produeixen una estructura més oberta, la qual cosa permet que els tints siguin absorbits per la fibra. Els additius proporcionen zones adequades per al tenyit i són catiònics per als tints àcids i aniònics per als tints bàsics. Això fa possible el procés de tenyit creuat.
Hi ha polímers empeltats. En aquest tipus de polimerització, l'additiu no forma part de la cadena molecular principal, sinó que s'incorpora com a cadenes laterals. Es poden distingir dons:
- Polímers
- Copolímers
- Polímers empeltats

Els copolímers acrílics no són tan forts com els homopolímers o els acrílics empeltats. Ja que l'ús final d'aquestes fibres és principalment per a peces de vestir i teles d'ús domèstic, aquesta reducció de la resistència no és molt important.

## Propietats i usos
EstètiquesEls acrílics són les més semblants a la llana. Les fibres per a catifes semblen molt a la llana i els teixits per a nadó també semblen ser de llana, però són més suaus i la seva cura és molt més simple. El jersei, el Challis i altres teles fines poden reproduir-se amb fibres acríliques. El cost de les teles i de les peces elaborades amb fibres acríliques és semblant a la llana de bona qualitat, però són especialment adequades per a les persones al·lèrgiques a la llana. Les primeres fibres acríliques produïen tapajuntes (pilling) i les peces s'estiraven i allargaven (en lloc d'encongir, com la llana) però aquests problemes es van solucionar a l'utilitzar estructures adequades en els fils i el teixit.
Els acrílics es poden planxar, també tenen la capacitat de desenvolupar un potencial d'encongiment latent i retenir-se indefinidament a temperatura ambient.
DurabilitatLes fibres acríliques no són tan durables com el niló, el polièster, o les fibres d'olefina, però per a peces de vestir i usos domèstics seva resistència és satisfactòria. El primer Orlon es va produir en forma de filament amb una resistència gairebé tan bona com el niló. La resistència de les acríliques als tints i l'alt cost de producció va limitar el seu ús a aquests usos finals. Més tard es va aconseguir èxit utilitzant fibres curtes de menor resistència.
ComoditatLes fibres acríliques són suaus i de vegades poden causar al·lèrgies o urticària a la zona de contacte de la peça. Tenen una densitat de 1.14-1.15 g / cc, el que el fa molt més lleugera que la llana. La recuperació d'humitat varia de 1.30 a 3.0%. Les fibres acríliques de gran volum proporcionen calor en teles lleugeres.
Cura i conservacióLes fibres acríliques tenen bona resistència a la majoria dels productes químics, excepte als àlcalis forts i als blanquejadors a base de clor. Els acrílics poden rentar-se en sec; en algunes peces es perd l'acabat i la tela se sentirà aspra. Aquestes fibres són resistents a les arna s i fongs. Les fibres acríliques tenen una excel·lent resistència a la llum solar. Les característiques de combustió de les fibres acríliques són similars a la dels acetats. Les fibres s'estoven, s'incendien i cremen lliurement, descomponent per deixar un residu negre i trencadís. Acomiada una olor químic aromàtic, molt diferent de l'olor a vinagre dels acetats. La diferència en inflamabilitat de les fibres acríliques i les modacríliques és resultat de l'alt contingut de l'acrilonitril a les acríliques. Les modacríliques, on el contingut d'aquesta substància és molt menor.

## Comparació de la fibra acrílica amb la llana
| Propietats de la fibra          | Acrílica                              | llana                         |
| ------------------------------- | ------------------------------------- | ----------------------------- |
| Resistència a la ruptura        | 2,0-3,5 g/ d sec a 1,8-3,5 g/ d humit | 1,5 g/ d sec a 1,0 g/ d humit |
| Recuperació elàstica            | 92%                                   | 99%                           |
| Allargament abans de la ruptura | 30%                                   | 45%                           |
| Resistència a l'abrasió         | bona                                  | regular                       |

Un altre tipus de fibres acríliques són les fibres modacríliques.